# Joan La Barbara
Joan La Barbara (* 8. června 1947 Filadelfie) je zpěvačka a skladatelka, spojovaná se současnou hudbou. Je bývalou žákyní Helen Boatwrightové. Spolupracovala s mnoha skladateli: s Johnem Cagem, Mortonem Subotnickem, který je od roku 1979 jejím manželem, s Philipem Glassem, Mercem Cunninghamem, Larry Austinem a mnoha dalšími. Spolupracovala také s Kennethem Goldsmithem.
Ačkoliv je známá především pro své pěvecké kvality, je také vyzrálá hudební skladatelka.
Z diskografie:
- Voice Is the Original Instrument: Early Works (1976/2003). Wizard 2266/Lovely Music 3003.
- Sound Paintings

### Poslech
- Joan La Barbara interview